# Fächerfinger
Die Fächerfinger (Ptyodactylus) sind eine Gattung der Geckoartigen. Ptyodactylus-Arten leben in Nordafrika und dem Nahen Osten. Hier bevorzugen sie felsigen Untergrund in Wüsten und an deren Rändern.

## Merkmale

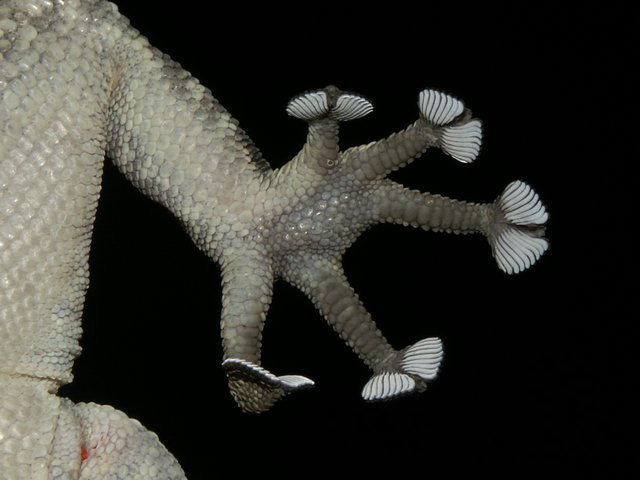
Fächerartige Lamellen an der Zehenunterseite von Ptyodactylus puiseuxi

Der Name Fächerfinger bezieht sich auf die fächerartigen Zehen, auf deren Unterseite sich radial angeordnete Haftlamellen befinden. Die Krallen, die sich in der kleinen Einbuchtung in der Mitte jedes Fächerzehs befinden, sind einziehbar.
Die Fächerfinger erreichen eine Kopf-Rumpf-Länge von 6–11 Zentimetern. Die Färbung der Fächerfinger Arten ist sehr variabel. Die Individuen haben zudem die Fähigkeit die Farbe zu wechseln. Bei allen Arten ist die Schwanzoberseite hell-dunkel geringelt, auf dem Rücken tragen sie 8–14 Längsstreifen. Die Pupille ist senkrecht geschlitzt. Äußerlich sind die Geschlechter nur während der Fortpflanzungszeit zu unterscheiden, da beiden Geschlechtern Femoralporen und Analporen fehlen.

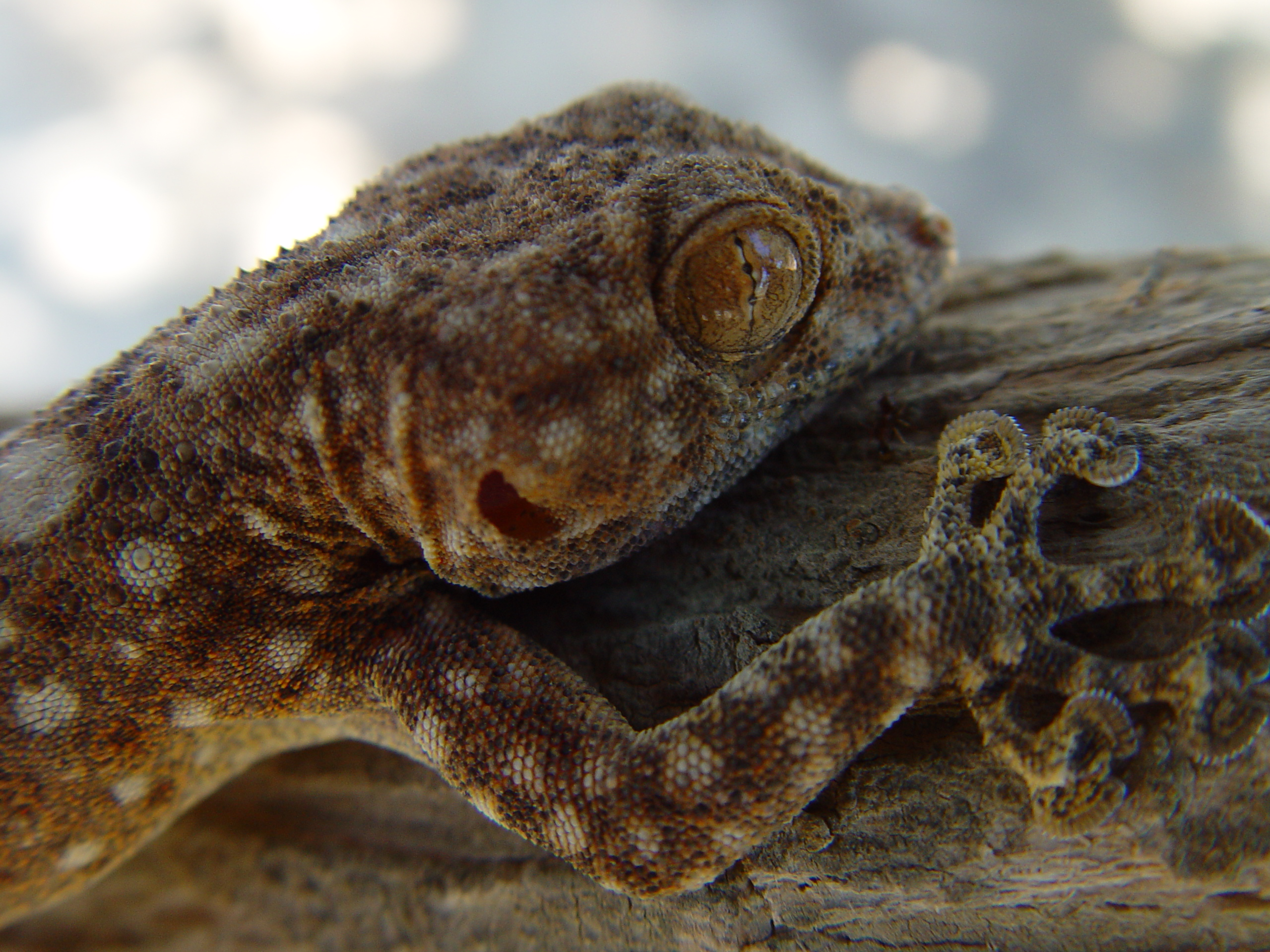
Ptyodactylus hasselquistii mit gut erkennbaren, dornenartigen Tuberkeln auf dem Rücken

Bis auf Ptyodactylus homolepis haben alle Fächerfingergeckos Tuberkeln, also warzenartig vergrößerte Hautschuppen, auf dem Rücken und dem Schwanz. Die Form der Tuberkeln kann zur Bestimmung der Art genutzt werden.

## Lebensweise
Manche Arten sind tag- andere nachtaktiv.
Die meisten Arten der Gattung bevorzugen Temperaturen von über 30 °C und ernähren sich von Käfer, Grillen, Würmer, Heuschrecken u. ä.
Auch der giftige Gelbe Mittelmeerskorpion (Leiurus quinquestriatus) wird bejagt, wobei Ptyodactylus guttatus im Gegensatz zu  Ptyodactylus puiseuxi immun gegen dessen Gift ist.

## Arten
Zur Gattung der Fächerfinger gehören derzeit folgende 12 rezente Arten:
- Ptyodactylus ananjevae Nazarov, Melnikov & Melinkova, 2013
- Ptyodactylus dhofarensis Nazarov, Melnikov & Melinkova, 2013
- Ptyodactylus guttatus Heyden, 1827
- Ptyodactylus hasselquistii (Donndorff, 1798)
- Ptyodactylus homolepis Blanford, 1876
- Ptyodactylus orlovi Nazarov, Melnikov & Melinkova, 2013
- Ptyodactylus oudrii Lataste, 1880
- Ptyodactylus puiseuxi Boutan, 1893
- Ptyodactylus ragazzii Anderson, 1898
- Ptyodactylus rivapadiali Trape, 2017
- Ptyodactylus ruusaljibalicus Simó-Riubaldas, Metallinou, Pous, Els, Jayasinghe, Péntek-Zakar, Wilms, Al-Saddi & Carranzaa, 2017
- Ptyodactylus togoensis Tornier, 1901